# ナドゼヤ・オスタプチュク
ナドゼヤ・オスタプチュク（ベ : Надзея Астапчук、英 : Nadzeya Astapchuk、ロ : Надежда Остапчук、Nadezhda Ostapchuk、1980年10月28日 - ）は、ベラルーシの陸上競技選手、専門は砲丸投。
2012年ロンドンオリンピック金メダリスト、2008年北京オリンピック銅メダリストであったがともにドーピング違反で剥奪された。
2004年8月、初めて出場したオリンピックであるアテネで4位に入るなど、2000年代初頭から国際大会において上位の成績を収めた。翌2005年8月世界陸上競技選手権ヘルシンキ大会で優勝し、世界チャンピオンに輝いた。2005年7月ミンスクで開催された競技会で21m09の自己記録をマーク。2010年2月マヒリョウで開催されたベラルーシ室内選手権で、室内世界歴代3位となる21m70をマークするなど記録を伸ばした。
2010年3月14日、世界室内陸上競技選手権において大会新記録となる20m85の投擲を残し優勝。室内世界大会でのタイトルを初めて手にした。3月21日、European Cup Winter Throwingでは20m16の記録を残し、同じベラルーシの選手で北京オリンピック銀メダリストであるナタリア・ミフネビッチを抑えて優勝した。
2008年北京オリンピックではバレリー・ビリ、ミフネビッチに次ぐ3位となり銅メダルを獲得したが、2016年の再検査でドーピング違反が発覚し、メダルを剥奪された。また世界陸上競技選手権でも優れた成績を残した。2005年ヘルシンキ大会で優勝、パリと大阪でも表彰台に上った。その他2006、2008、2009年のベラルーシ室内選手権を制した。
2012年ロンドンオリンピックでは、決勝で21m36を投擲して1位となったが競技前日と競技後のドーピング検査で筋肉増強剤のメテノロンが検出されたため、失格となり金メダルを剥奪された。

## 主な戦績
| 年度 | 大会名                             | 開催地                        | 順位         | 記録          | 備考   |
| ---- | ---------------------------------- | ----------------------------- | ------------ | ------------- | ------ |
| 1998 | 世界ジュニア陸上競技選手権         | アヌシー（ フランス）         | 優勝         | 18m23         | 自己新 |
| 2001 | 世界室内陸上競技選手権             | リスボン（ ポルトガル）       | 2位          | 19m24         | 自己新 |
| 2001 | 世界陸上競技選手権                 | エドモントン（ カナダ）       | 7位          | 18m98         |        |
| 2002 | ヨーロッパ陸上競技選手権           | ミュンヘン（ ドイツ）         | 5位          | 19m07         |        |
| 2003 | 世界室内陸上競技選手権             | バーミンガム（ イギリス）     | 2位          | 20m31         |        |
| 2003 | 世界陸上競技選手権                 | パリ（ フランス）             | 2位          | 20m12         | 自己新 |
| 2003 | IAAFワールドアスレチックファイナル | モンテカルロ（ モナコ）       | 3位          | 19m51         |        |
| 2004 | 世界室内陸上競技選手権             | ブダペスト（ ハンガリー）     | 7位          | 18m33         |        |
| 2004 | アテネオリンピック                 | アテネ（ ギリシャ）           | 4位          | 19m01         |        |
| 2004 | IAAFワールドアスレチックファイナル | モンテカルロ（ モナコ）       | 優勝         | 19m23         |        |
| 2005 | ヨーロッパ室内陸上競技選手権       | マドリード（ スペイン）       | 優勝         | 19m37         |        |
| 2005 | 世界陸上競技選手権                 | ヘルシンキ（ フィンランド）   | 優勝（抹消） | 20m51（抹消） |        |
| 2005 | IAAFワールドアスレチックファイナル | モンテカルロ（ モナコ）       | 優勝         | 20m44         |        |
| 2006 | 世界室内陸上競技選手権             | モスクワ（ ロシア）           | 6位          | 18m13         |        |
| 2006 | ヨーロッパ陸上競技選手権           | イェーテボリ（ スウェーデン） | 2位          | 19m42         |        |
| 2006 | IAAFワールドアスレチックファイナル | シュトゥットガルト（ ドイツ） | 3位          | 19m50         |        |
| 2007 | 世界陸上競技選手権                 | 大阪（ 日本）                 | 2位          | 20m48         |        |
| 2007 | IAAFワールドアスレチックファイナル | シュトゥットガルト（ ドイツ） | 優勝         | 20m45         |        |
| 2008 | 世界室内陸上競技選手権             | バレンシア（ スペイン）       | 2位          | 20m45         |        |
| 2008 | 北京オリンピック                   | 北京（ 中華人民共和国）       | 3位（抹消）  | 19m86（抹消） |        |
| 2010 | 世界室内陸上競技選手権             | ドーハ（ カタール）           | 優勝         | 20m85         | 大会新 |
| 2010 | European Cup Winter Throwing       | アルル（ フランス）           | 優勝         | 20m16         |        |

## 記録

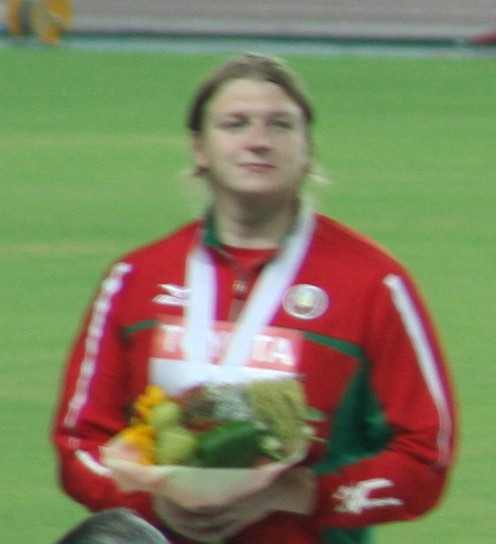
2007年世界陸上競技選手権表彰式にて

- 砲丸投
  - 屋外 - 21m58（2012年）
  - 室内 - 21m70（2010年）

## 参考資料・外部リンク
- ナドゼヤ・オスタプチュク - ワールドアスレティックスのプロフィール（英語）
- ナドゼヤ・オスタプチュク - Olympedia（英語）
- TBS「世界陸上ベルリン」　ナドゼヤ・オスタプチュク